# Epigonizm
Epigonizm (z łac. epigonus „pogrobowiec”) – nietwórcze, bierne naśladowanie dawniejszych wzorców kulturalnych, intelektualnych i artystycznych, połączone z ich konwencjonalizacją – szczególnie w sytuacji, gdy wzorce te zostały zakwestionowane lub przezwyciężone. Epigonizm polega na imitowaniu wzorców dobrze poznanych i cenionych przez twórcę. Bywa spotykany w różnych dziedzinach kultury: w literaturze, sztuce i nauce. Występuje przede wszystkim na przełomie epok literackich, gdy zjawiska nowatorskie współistnieją z dawnymi. 
Słowo „epigon” określa imitatora dawnych idei, następcę lub twórcę drugorzędnego. Określenia „epigonizm” i „egonizm” są obarczone negatywnym ładunkiem wartościującym. 

## Przykłady
W literaturze powszechnej za epigoński uznaje się np. dramat klasycystyczny wieku XVIII (Wolter). W literaturze polskiej występował on zwłaszcza w pierwszych dziesięcioleciach pozytywizmu (skonwencjonalizowaną i archaiczną już estetykę romantyzmu reprezentowali w tym okresie Syrokomla, Adam Asnyk, Kornel Ujejski, Teodor Tomasz Jeż, Deotyma, Felicjan Faleński). 
Zdarza się, że pewne okresy i prądy literackie uznawane w pewnych epokach za epigońskie i pozbawione większych wartości literackich zostają zrehabilitowane całkowicie lub w pewnym stopniu – w literaturze polskiej przykładami tego stanu rzeczy mogą być literatura czasów saskich oraz tzw. pseudoklasycyzm warszawski (obecnie nazywany klasycyzmem warszawskim). 
Istnieją też przypadki, gdy literatura uznawana w swoich czasach za epigońską zostaje następnie uznana za nowatorską – było tak np. z twórczością Witkacego i Leśmiana, uważanych dawniej za epigonów Młodej Polski. 
Zdarzają się też sytuacje, gdy wzorce dawne istnieją obok nowych, te dawne nie mają jednak charakteru epigońskiego – było tak w okresie Młodej Polski, w którym nadal w pełni sił twórczych działali pisarze pozytywistyczni, a pisarze młodszych pokoleń (np. Maria Konopnicka) twórczo kontynuowali ich dokonania.